# La Gerbe (revue)
Pour les articles homonymes, voir La Gerbe.
La Gerbe est une revue littéraire française publié à Nantes, du 1er octobre 1918 au 1er mai 1921.

## Description
Albert Gavy-Bélédin fonde et dirige La Gerbe. Le siège social de la revue est 12 rue des Arts, à Nantes. La revue est soutenue par Maurice Schwob. La revue publie des textes d'auteurs contemporains comme Jules Romain, Paul Fort, Charles Vildrac, Claude Cahun illustré par Marcel Moore, Ludmila Savitzky. Elle traite de la modernité culturelle comme l'arrivée du Jazz en France, en 1918 ou l'avenir du cinéma muet.
Le sommaire de la revue s'articule autour de deux parties principales. Une première partie comprend des articles et des poèmes inédits. La deuxième présente une chronique d'art. À partir du numéro 8, de mai 1919, une troisième rubrique apparaît, Dessins et Bois signés. Il s’agit d’illustrations gravées de Jean Émile Laboureur, Morin-Jean, Paul Signac, Odette Chauvet. 
Paul Signac illustre La Gerbe par une gravure sur bois qui reprend Le port de la Rochelle, peint en 1915. 
En 1919, dans le numéro 14, Antoine-Marius Martin devenu directeur de l’École nationale d'art décoratif d'Aubusson publie un article sur la tapisserie suivi de La Rénovation de la Tapisserie en 1920 dans le numéro 19. La revue participe au développement de la tapisserie tissée à Aubusson en proposant des illustrations. 
La publication de la revue s'arrête en mai 1921, après la publication de 32 numéros.